# Comuna Behî, Korosten
Behî (în ucraineană Бехівська сільська рада) este o comună în raionul Korosten, regiunea Jîtomîr, Ucraina, formată din satele Behî (reședința) și Voroneve, Sokorîkî.

## Demografie
Componența lingvistică a comunei Behî
     Ucraineană (96,25%)
     Rusă (2,29%)
     Alte limbi (1,15%)
Conform recensământului din 2001, majoritatea populației comunei Behî era vorbitoare de ucraineană (96,25%), existând în minoritate și vorbitori de rusă (2,29%).